# جوزيفا إيلويلو
جوزيفا ايلويلو قالب:Lang-fj (و. 1920 – 2011 م) هو سياسي من فيجي .

## روابط خارجية
- جوزيفا إيلويلو على موقع مونزينجر (الألمانية)
- جوزيفا إيلويلو على موقع إن إن دي بي (الإنجليزية)